# Alexander Eder

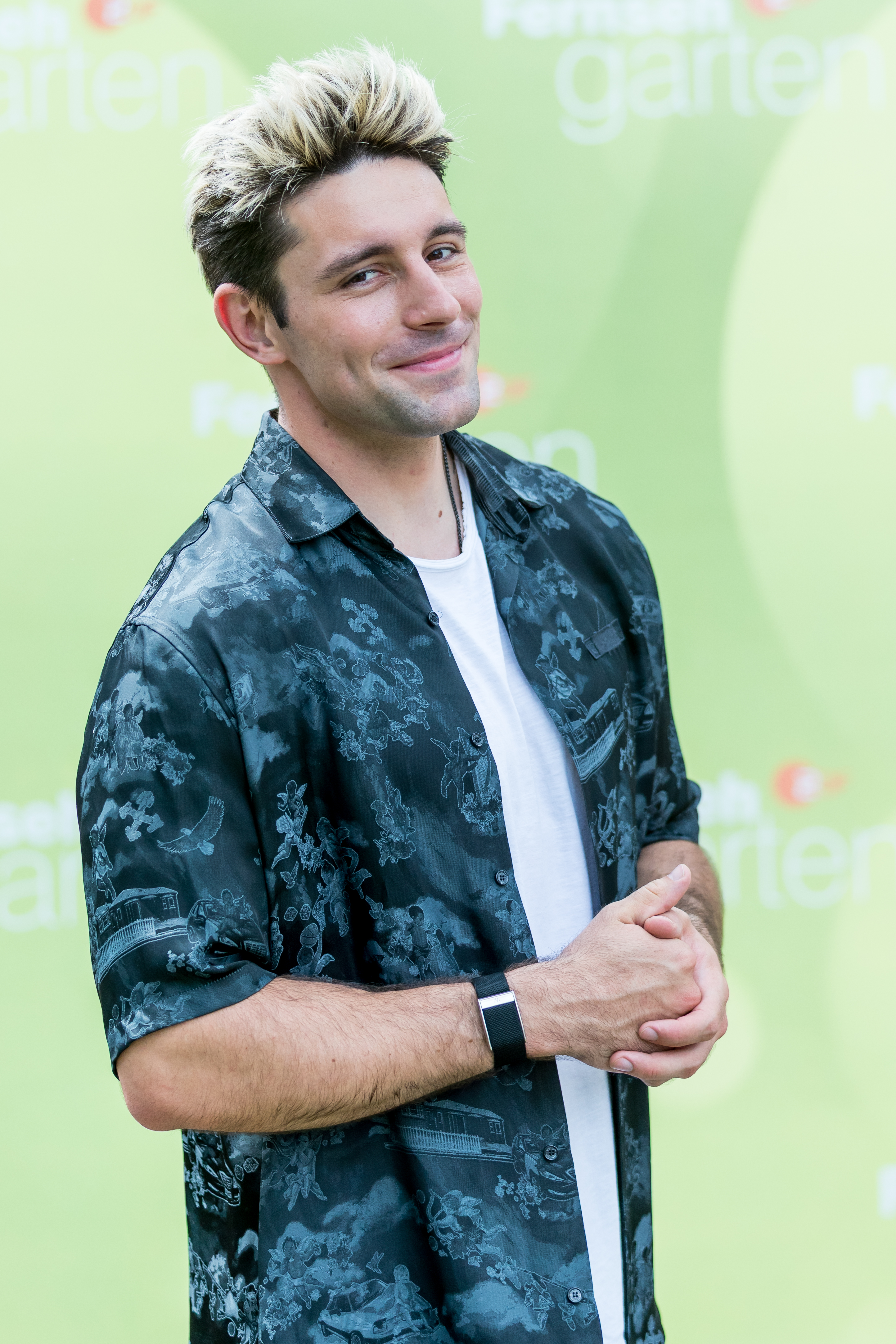
Alexander Eder (2025)

Alexander Eder (* 19. November 1998) ist ein österreichischer Singer-Songwriter.

## Leben
Alexander Eder wuchs in Neuhofen an der Ybbs auf. Ursprünglich hatte er vor, Schauspieler zu werden, als Jugendlicher wirkte er in einer Jugendproduktion im Haager Sommertheater mit. Er lernte Trompete, Schlagzeug und Gitarre und besuchte das Bundesoberstufenrealgymnasium St. Pölten (BORG), wo er auch Gesangsunterricht erhielt, im Musical The Sound of Music den Baron von Trapp verkörperte und 2017 maturierte. Anschließend absolvierte er den Präsenzdienst, Anfang 2018 begann er in Wien am  Prayner Konservatorium Pop- und Jazzgesang zu studieren.
Ende 2018 nahm er an der 8. Staffel der Gesangs-Castingshow The Voice of Germany teil,  in der er im Team von Michi und Smudo mit In the Ghetto von Elvis Presley, Ring of Fire von Johnny Cash sowie Your Man von Josh Turner zu sehen und zu hören war und das Viertelfinale erreichte. Im Frühjahr 2019 veröffentlichte er mit Lauf mich frei seine erste Single, produziert von Alexander Kahr (Text und Musik von Laura Kloos, Basti Becks, Leonard Prasuhn und Vincent Gross). Das Lied sang er beim Wings for Life World Run Anfang Mai 2019 erstmals auf der Bühne. Im Juni 2019 war er damit im ZDF-Fernsehgarten zu Gast, wo er im Juni 2022 erneut vertreten war.
Im Juni 2020 war er im ORF in der Fernsehsendung Österreich blüht auf – Die Natur im Garten Frühlingsshow mit Alle guten Dinge zu sehen. Im August 2020 gab er im Rahmen des aufgrund der COVID-19-Pandemie veränderten Donauinselfests ein Pop-Up-Konzert. Am 30. Oktober 2020 erschien sein Debütalbum Schlagzeilen bei Universal Music, das auf Platz acht der österreichischen Albumcharts einstieg. Einige Lieder auf dem Album hatte er selbst geschrieben oder mitgeschrieben. Im September 2022 war er in der Starnacht aus der Wachau zu Gast, im November 2022 in der Giovanni-Zarrella-Show. und zum Jahreswechsel 2022/23 in der ARD-Sendung Die große Silvester Show. Im Mai 2023 veröffentlichte er sein zweites Album Ganz Normal, im August 2023 sang er beim MotoGP auf dem Red Bull Ring die österreichische Bundeshymne. Für das Musikvideo zum Lied Der allerletzte Tanz stand er 2024 unter anderem gemeinsam mit dem Schauspieler Hans Sigl und dem Fitness-Influencer Lukas Stapper vor der Kamera.
Beim USC Biberbach spielte er in der Reservemannschaft Fußball.

## Diskografie
Alben:
- 2020: Schlagzeilen
- 2023: Ganz normal

Singles:
- 2019: Lauf mich frei
- 2019: Alle guten Dinge
- 2020: Alles wird vergehen
- 2020: Gut darin (feat. The Buffalo Bells)
- 2021: Kaffee[27]
- 2022: 2004[28]
- 2022: 7 Stunden[29] (#2 der deutschen Single-Trend-Charts am 8. April 2022[30])
- 2022: Für diesen Moment[31] (#15 der deutschen Single-Trend-Charts am 15. Juli 2022[32])
- 2022: Ganz normal gestört[33]
- 2022: Sag nie wieder gemeinsam mit Franzi Harmsen[34]
- 2023: Bis zu den Sternen[35]
- 2023: Wenn morgen die Welt untergeht[36]
- 2023: Immer müde[37]
- 2023: Was hab ich gemacht[38]
- 2023: Funkenregen (Gib Nicht Auf)[39]
- 2024: Liebeslieder[40]
- 2024: Lass dir Zeit mit Erwachsen werden mit Florian Künstler[41]
- 2024: Mit den Jungs[42]
- 2024: Ach wie gut[43]
- 2024: Ich denk an dich[44]
- 2024: Der allerletzte Tanz[45]
- 2024: Ich geh nicht kaputt[46]
- 2025: Du trägst keine Liebe in dir[47]
- 2025: Herzinfarkt mit RIAN[48]
- 2025: Jetzt gehts mir besser[49]